# Euskotren série S-900
La série 900 (abrégée S-900 par CAF) d'Euskotren est constituée par 30 automotrices électriques pouvant être couplées en unités multiples. Les trois premières sont entrées en service en juillet 2011 et les dernières ont été livrées au début de l'année 2014. Les trains S-900 et S-950 ont remplacé progressivement les rames S-3500 et S-200, livrées respectivement au cours des années 1977-1978 et 1983-1985.

## Histoire
En janvier 2009, Euskotren Trenbideak S.A. a accordé à CAF la construction de 27 automotrices pour un contrat dont le montant s'est élevé à 129 millions d'euros, TVA exclue. Il fut retenu un schéma classique de type Motrice-Remorque-Motrice, permettant aux véhicules d'offrir 330 places dont 160 assises. Par la suite, le contrat a été étendu à 30 nouvelles unités (M-R-R-M) pour un montant de 201 millions d'euros.
La première rame a été livrée le 16 mars 2011 et testée à Durango avant de son premier voyage d'essai, le 21 mars, entre Saint-Sébastien et Hendaye. Elle est entrée en service commercial le 22 juillet sur cette même ligne, la plus fréquentée du réseau.

## Origine des noms des rames
La série a le nom de Bidaide (qui signifie « voyage » en basque). Chaque unité est baptisée avec le nom d'une population desservie par le réseau Euskotren Trena.